# Antero Niittymäki
Antero Niittymäki (*18. června 1980, Turku, Finsko) je bývalý finský hokejový brankář a sportovní manažer.

## Hráčská kariéra
Niittymäki odehrál celkem v NHL 129 zápasů v základní části, ve kterých má průměr obdržených branek 3.08 a úspěšnost zákroků 91.4% což stačilo na 47 výhraných zápasů a 3 čistá konta.
V Play Off odchytal 2 neúplné zápasy, dohromady 73 minut s průměrem 4.11 a procentuální úspěšnost zákroků 82.76%.
Po trvalém zařazení do NHL (2005–2006) soupeřil o místo jedničky týmu Niitymaki a Robert Esche.
Souboj dopadl nerozhodně ale na Play Off dal trenér přednost Eschovi.
Další rok se s Eschem pravidelně střídali ale do Play Off se Flyers nedostali.
Na konec základní části vedení přivedlo dalšího brankáře (Martina Birona) a byli tak tři adepti na post hlavního brankáře.Po sezóně 2006–2007 Esche odešel do Ruska a Niitymakimu zbyl jediný konkurent. Biron se ale v sezóně 2007–2008 ukázal a Niitymaki se dostal do branky jen sporadicky.
V Play Off se Biron také předvedl když dotáhl tým do finále konkurence a Niitymakiho do brány vůbec nepustil.Pro ročník 2008–2009 se s Niitymakim počítalo spíše jako s náhradním brankářem Philadelphie.
Úspěšný byl v AHL kde v dresu Philadelphia Phantoms vyhrál Calder Cup v sezóně 2004–2005. Také dostal ocenění Jack A. Butterfield Trophy pro nejužitečnějšího hráče AHL za sezónu 2004–2005.

## Ocenění a úspěchy
- 2000 SM-liiga – Cena Jarmo Wasamy
- 2005 AHL – All-Star Game
- 2005 AHL – Jack A. Butterfield Trophy
- 2006 OH – All-Star Tým
- 2006 OH – Nejlepší branář
- 2006 OH – Nejužitečnější hráč
- 2006 OH – Nejúspěšnější brankář
- 2006 OH – Nejnižší průměr inkasovaných branek

## Prvenství
- Debut v NHL - 4. února 2004 (Philadelphia Flyers proti Washington Capitals)
- První inkasovaný gól v NHL - 4. února 2004 (Philadelphia Flyers proti Washington Capitals, českým útočníkem Robertem Langem)
- První vychytaná nula v NHL - 6. prosince 2005 (Philadelphia Flyers proti Calgary Flames)

## Statistiky

### Základní části
| Sezona        | Tým                   | Liga          | Z   | V  | P  | R | Pvp | MIN    | OG  | ČK | POG  | %ChS |
| ------------- | --------------------- | ------------- | --- | -- | -- | - | --- | ------ | --- | -- | ---- | ---- |
| 1996–97       | Turun Palloseura      | SM-l 18       | —   | —  | —  | — | —   | —      | —   | —  | —    | —    |
| 1997–98       | Turun Palloseura      | SM-l 18       | —   | —  | —  | — | —   | —      | —   | —  | —    | —    |
| 1997–98       | Turun Palloseura      | SM-l 20       | 19  | 10 | 8  | 1 | —   | 1131   | 34  | —  | 1.80 | .927 |
| 1998–99       | Turun Palloseura      | SM-l 20       | 35  | 27 | 8  | 0 | —   | 2095   | 60  | 3  | 1.72 | .924 |
| 1999–00       | Turun Palloseura      | SM-l 20       | 1   | 1  | 0  | 0 | —   | 60     | 1   | 0  | 1.00 | .962 |
| 1999–00       | Turun Palloseura      | SM-l          | 32  | 23 | 6  | 3 | —   | 1899   | 68  | 3  | 2.15 | .930 |
| 2000–01       | Turun Palloseura      | SM-l          | 21  | 10 | 5  | 1 | —   | 1112   | 46  | 2  | 2.48 | .907 |
| 2000–01       | Turun Palloseura      | SM-l 20       | —   | —  | —  | — | —   | —      | —   | —  | —    | —    |
| 2001–02       | Turun Palloseura      | SM-l          | 27  | 16 | 8  | 1 | —   | 1498   | 46  | 3  | 1.84 | .937 |
| 2002–03       | Philadelphia Phantoms | AHL           | 40  | 14 | 21 | 2 | —   | 2283   | 98  | 0  | 2.58 | .903 |
| 2003–04       | Philadelphia Flyers   | NHL           | 3   | 3  | 0  | 0 | —   | 180    | 3   | 0  | 1.00 | .961 |
| 2003–04       | Philadelphia Phantoms | AHL           | 49  | 24 | 13 | 6 | —   | 2728   | 92  | 7  | 2.02 | .924 |
| 2004–05       | Philadelphia Phantoms | AHL           | 58  | 33 | 21 | 4 | —   | 3453   | 119 | 6  | 2.07 | .924 |
| 2005–06       | Philadelphia Flyers   | NHL           | 46  | 23 | 15 | — | 6   | 2690   | 133 | 2  | 2.97 | .895 |
| 2006–07       | Philadelphia Flyers   | NHL           | 52  | 9  | 29 | — | 9   | 2942   | 166 | 0  | 3.38 | .894 |
| 2007–08       | Philadelphia Flyers   | NHL           | 28  | 12 | 9  | — | 2   | 1424   | 69  | 1  | 2.91 | .907 |
| 2008–09       | Philadelphia Flyers   | NHL           | 32  | 15 | 8  | — | 6   | 1804   | 83  | 1  | 2.76 | .912 |
| 2009–10       | Tampa Bay Lightning   | NHL           | 49  | 21 | 18 | — | 5   | 2657   | 127 | 1  | 2.87 | .909 |
| 2010–11       | San Jose Sharks       | NHL           | 24  | 12 | 7  | — | 3   | 1414   | 64  | 0  | 2.72 | .896 |
| 2011–12       | Worcester Sharks      | AHL           | 5   | 2  | 3  | — | 0   | 299    | 15  | 0  | 3.01 | .890 |
| 2011–12       | Syracuse Crunch       | AHL           | 8   | 2  | 5  | — | 0   | 385    | 26  | 0  | 4.05 | .867 |
| 2012–13       | Turun Palloseura      | SM-l          | 14  | 1  | 7  | — | 3   | 720    | 34  | 0  | 2.83 | .902 |
| Celkem v SM-l | Celkem v SM-l         | Celkem v SM-l | 94  | 50 | 26 | 5 | 3   | 5229   | 194 | 8  | 2.23 | —    |
| Celkem v NHL  | Celkem v NHL          | Celkem v NHL  | 234 | 95 | 86 | 0 | 31  | 13,113 | 645 | 5  | 2.95 | .902 |

### Play-off
| Sezona        | Tým                   | Liga          | Z  | V  | P | MIN  | OG | ČK | POG  | %ChS |
| ------------- | --------------------- | ------------- | -- | -- | - | ---- | -- | -- | ---- | ---- |
| 1997–98       | Turun Palloseura      | SM-l 18       | 1  | —  | — | 60   | 1  | 0  | 1.00 | —    |
| 1997–98       | Turun Palloseura      | SM-l 20       | 4  | 3  | 1 | 220  | 7  | 0  | 1.91 | .929 |
| 1998–99       | Turun Palloseura      | SM-l 20       | 6  | 3  | 3 | 362  | 14 | 0  | 2.32 | .905 |
| 1999–00       | Turun Palloseura      | SM-l 20       | 1  | 0  | 1 | 60   | 5  | 0  | 5.00 | .886 |
| 1999–00       | Turun Palloseura      | SM-l          | 8  | 6  | 2 | 453  | 13 | 0  | 1.72 | .944 |
| 2000–01       | Turun Palloseura      | SM-l 20       | 2  | 1  | 1 | 120  | 4  | 1  | 2.00 | .939 |
| 2001–02       | Turun Palloseura      | SM-l          | 4  | 2  | 2 | 295  | 11 | 0  | 2.23 | .926 |
| 2003–04       | Philadelphia Phantoms | AHL           | 12 | 6  | 6 | 796  | 24 | 0  | 1.81 | .926 |
| 2004–05       | Philadelphia Phantoms | AHL           | 21 | 15 | 5 | 1269 | 37 | 3  | 1.75 | .943 |
| 2005–06       | Philadelphia Flyers   | NHL           | 2  | 0  | 0 | 72   | 5  | 0  | 4.11 | .828 |
| 2010–11       | San Jose Sharks       | NHL           | 2  | 1  | 0 | 91   | 1  | 0  | 0.66 | .967 |
| Celkem v SM-l | Celkem v SM-l         | Celkem v SM-l | 12 | 8  | 4 | 748  | 24 | 1  | 1.93 | —    |
| Celkem v NHL  | Celkem v NHL          | Celkem v NHL  | 4  | 1  | 0 | 164  | 6  | 0  | 2.19 | .898 |

### Reprezentace
| Rok                    | Tým                    | Soutěž                 | Z  | V | P | R | MIN | OG | ČK | POG  | %ChS |
| ---------------------- | ---------------------- | ---------------------- | -- | - | - | - | --- | -- | -- | ---- | ---- |
| 1998                   | Finsko 18              | MEJ                    | 1  | — | — | — | 60  | 4  | 0  | 4.00 | .867 |
| 2000                   | Finsko 20              | MSJ                    | 5  | — | — | — | 245 | 10 | 0  | 2.45 | .895 |
| 2006                   | Finsko                 | OH                     | 6  | 5 | 1 | 0 | 359 | 8  | 3  | 1.34 | .951 |
| 2006                   | Finsko                 | MS                     | 4  | 2 | 1 | 1 | 212 | 6  | 2  | 1.70 | .927 |
| Seniorská reprezentace | Seniorská reprezentace | Seniorská reprezentace | 10 | 7 | 2 | 1 | 571 | 14 | 5  | 1.53 | .943 |